# Lucie Tomková
Lucie Tomková (* 19. August 1971 in Prag) ist eine ehemalige tschechoslowakische Schauspielerin.

## Leben
Lucie Tomková wuchs gemeinsam mit mehreren Geschwistern in Prag auf.
Nach ihrem Schulabschluss war sie einige Jahre lang als Schauspielerin tätig und wirkte in dieser Zeit in drei Spielfilmen mit. Einem breiten Publikum bekannt wurde sie vor allem im Jahr 1987 durch ihre Hauptrolle in dem Märchenfilm Prinzessin Julia.
Seit 1990 ist Tomková nicht mehr als Schauspielerin tätig. Über ihren weiteren Lebensweg sind bislang keinerlei Informationen veröffentlicht worden.

## Filmografie
- 1986: Hry pro mírně pokročilé
- 1987: Prinzessin Julia (O zatoulané princezně)
- 1989: Uf – oni jsou tady